# 菱川師信
菱川 師信（ひしかわ もろのぶ、生没年不詳）とは、江戸時代の浮世絵師。

## 来歴
天保3年（1832年）刊行の『画乗要略』（白井華陽著）にその名が見え、「菱川師信通称ハ長兵衛、善ク邦俗美人ヲ写ス、艶態柔情一見シテ能ク人心ヲ動カス」とある。ただし『画乗要略』は菱川師宣について取り上げていないので、師宣と混同している可能性があるという。『浮世絵師伝』には口絵にその作として「美人立姿」の画像を掲載し、「其の他にも美人画数図あり」と記す。菱川を称し、画風は師宣風であることから師宣の門人かといわれており、作画期は元禄から享保の頃にかけてとされる。美人画の他に艶本、版本の挿絵もあるとされ、元禄13年（1700年）刊行の往来物『女用訓蒙図会』二冊、刊行年不明の艶本『好色はつむかし』五冊、元禄頃刊行とされる艶本『好色名女枕』二冊、また天和年間の刊行とされる『四季模様諸礼絵鑑』三冊が師信の作画とされる。
藤懸静也は『増訂浮世絵』において、この師信は師宣とは別人であり、作画期は「宝暦以後には下らない」としている。その作に松木善右衛門の所蔵品で遊女と禿を描いたものがあり、それには「けいせいのまこともうそも有磯海のはまの真砂の客のかずかず　よき絵にて俗に京のもろのぶと呼ばるゝものといふ」という蜀山人（大田南畝）の画讃が添えられていた。また『浮世絵師人名辞書』は師信について「菱川氏とあり、松野親信に似たるものなり」と記すが、藤懸静也が見たものは親信の絵とは違っていたという。